# Jan Twardowski
Jan Twardowski (Jan Jakub Twardowski, Varsó, 1915. június 1. – Varsó, 2006. január 18.) római katolikus pap, tiszteletbeli főpap, lengyel költő. A reprezentatív kortárs vallásos költészet kiemelkedő képviselője.
Önmagát elsősorban egyházi személynek tartotta. Rövid, egyszerű, kedvesen humoros, néha fordulatos verseket írt. Művei gyakran modern vallási dalszövegek, melyeknek lényeges eleme a természet megfigyelése, és az ott tapasztaltakra való filozófiai reflexió. A verseit önironikus személyesség jellemzi, a vallásbölcseleti kijelentéseket a mindennapi életből vett képek ellenpontozzák.
Siessük szeretni az embereket olyan gyorsan mennek el

cipő marad utánuk meg süket telefon

csak ami nem fontos az cammog, mint a tehén

ami igazán fontos, oly gyors hirtelen történik,

utána a csend normális, egészen kibírhatatlan,

mint a tisztaság amely legegyszerűbben a kétségbeeséstől születik

amikor valakire gondolunk nélküle maradván

## Élete
Varsóban született egy vasutas családjába 1915-ben, három leánytestvére volt. Születése után nem sokkal az orosz vasúti hatóságok áttelepíttették a családját – sok ezer más lengyel családhoz hasonlóan – Oroszország belsejébe, innen csak három év múlva, 1918-ban térhettek haza. Az elemi iskola elvégzése után matematika szakos gimnáziumba járt, természettudományi tanulmányokat is folytatott. Bölcsészetet előbb Varsóban, majd a Jagelló Egyetemen hallgatott. 1935-ben mutatkozott be a Skamander elnevezésű költői kör poétikájához közel álló versekkel. A második világháborúban a Honi Hadsereg katonájaként harcolt, részt vett a varsói felkelésben.
Lengyel filológiai és teológiai tanulmányokat folytatott. A papi hivatást felnőtt korában vállalta, 1948-ban szentelték fel. Rövid vidéki lelkipásztorkodás után Varsóba helyezték, ahol évtizedekre a vizitációs nővérek templomának plébánosa lett. Gyakorló egyházi személyként a hivatását komoly szolgálatnak tekintette, ezért verseket főleg a szabadsága idején írt.
Publikálni a harmincas évek közepén kezdett, első vékonyka kötete, az Andersen visszatérése (Powrót Andersena) 1936-ban jelent meg, mindössze 40 példányban.
A diktatúra idején hosszú hallgatásra kényszerült, és csak 1970-ben jelentkezett újra. A nyolcvanas évektől sorra adták ki a köteteit, nyugdíjasként szorgalmas munkával bőségesen gyarapította a lengyel irodalmat.

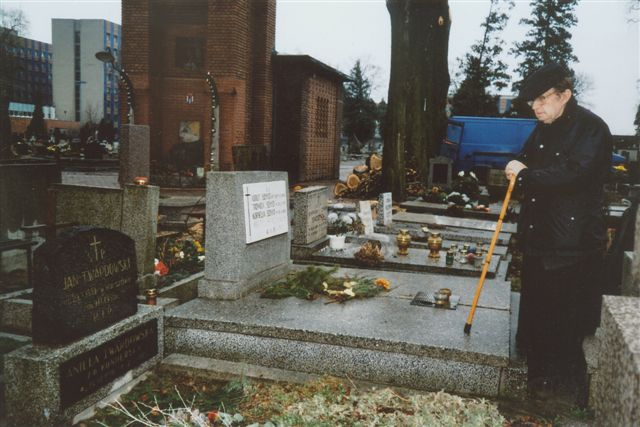
Jan Twardowski a szülei sírjánál Katowicében 2000-ben

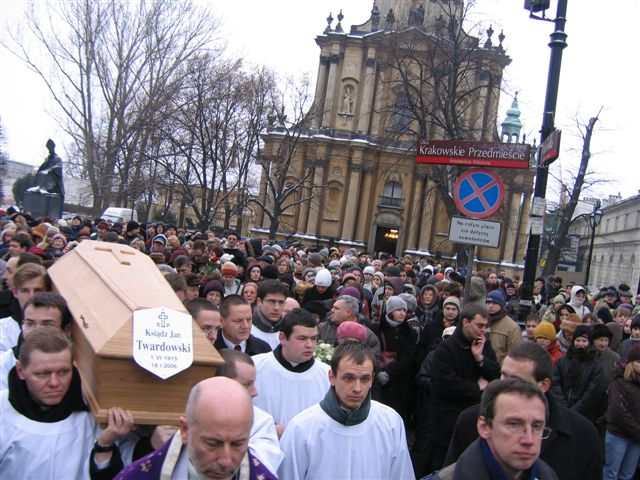
Jan Twardowski temetésén (Varsó, 2006. február 3.)

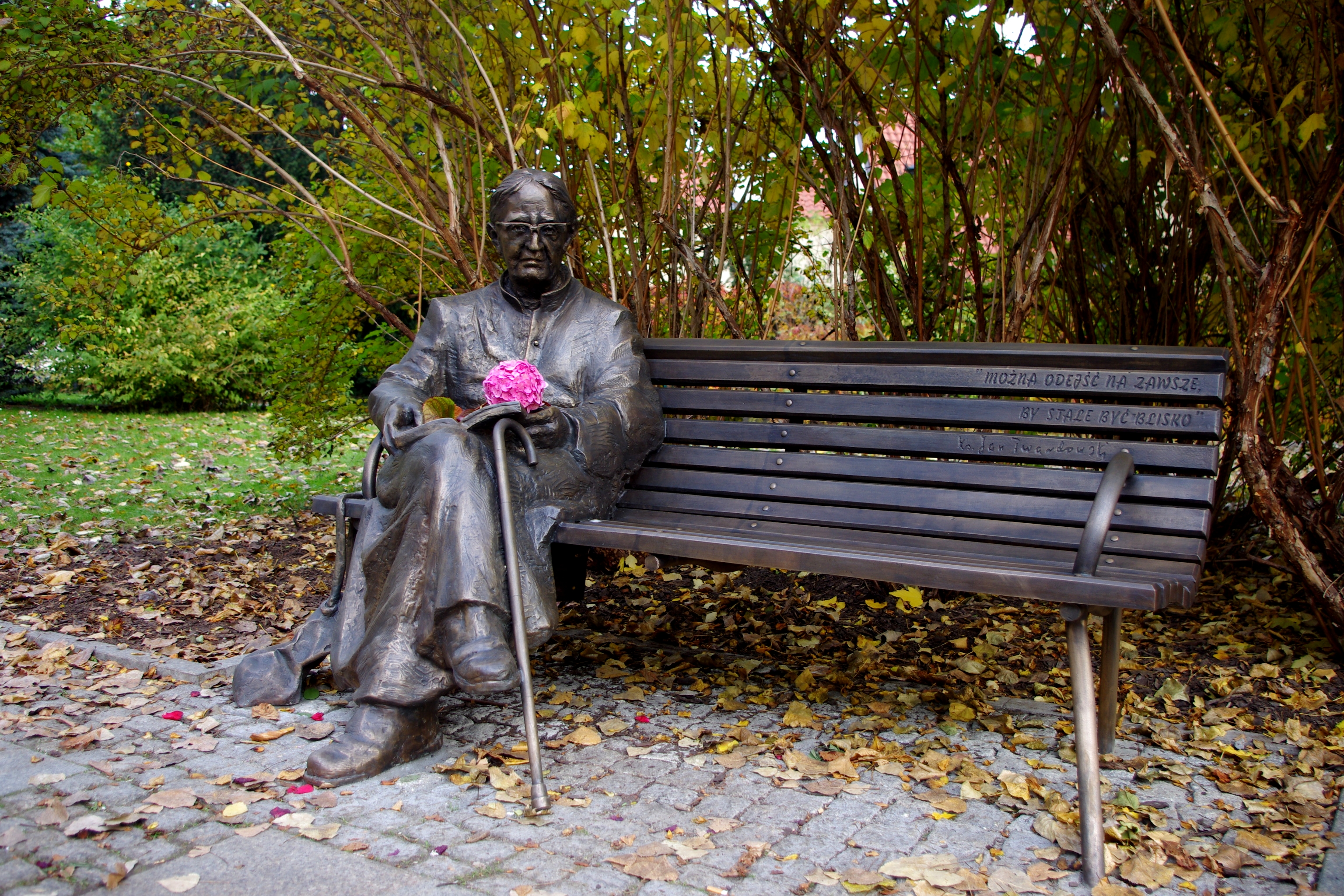
Az emlékére készített szobor Varsóban

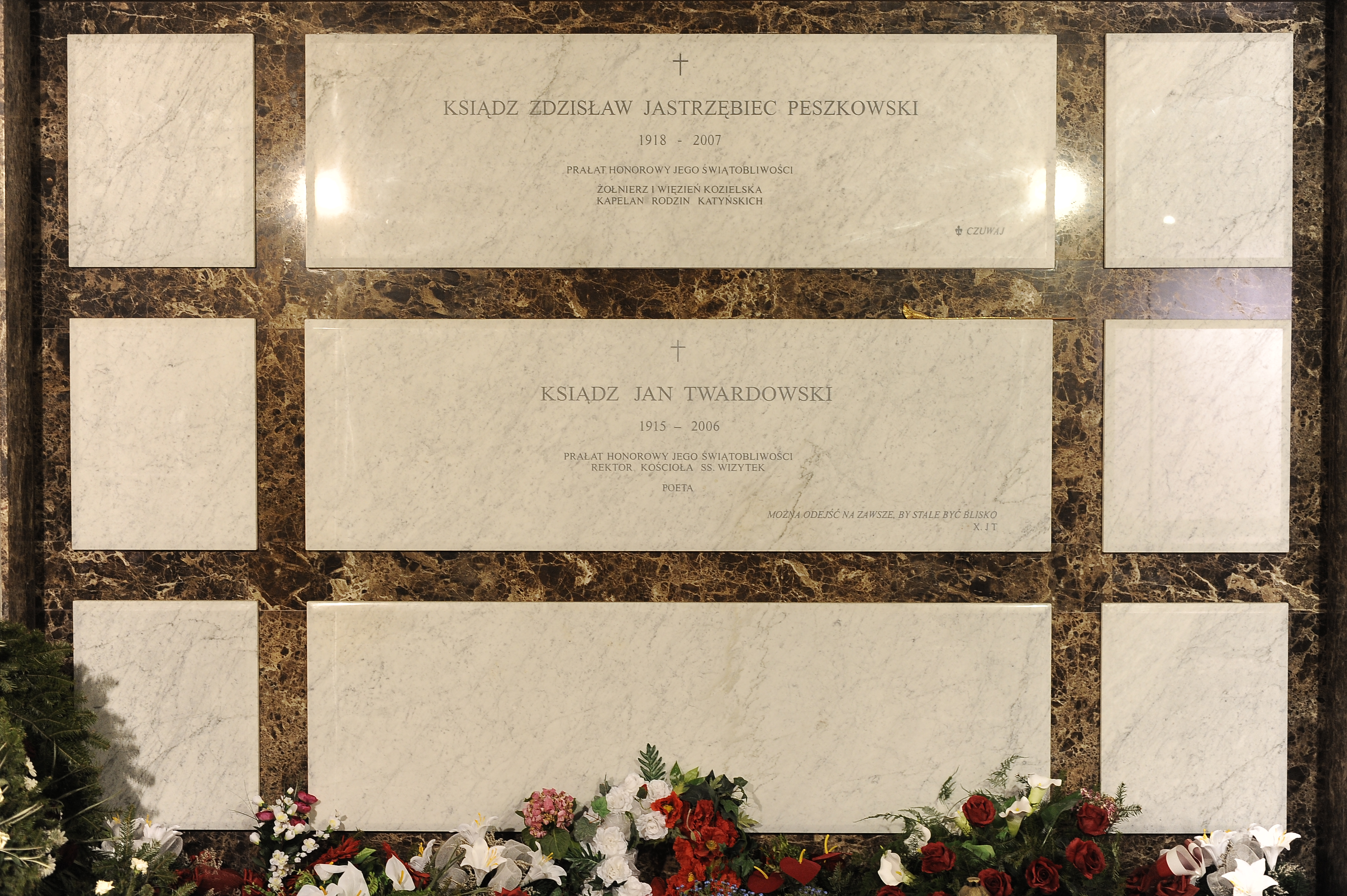
Nyughelye az Isteni Gondviselés templomában

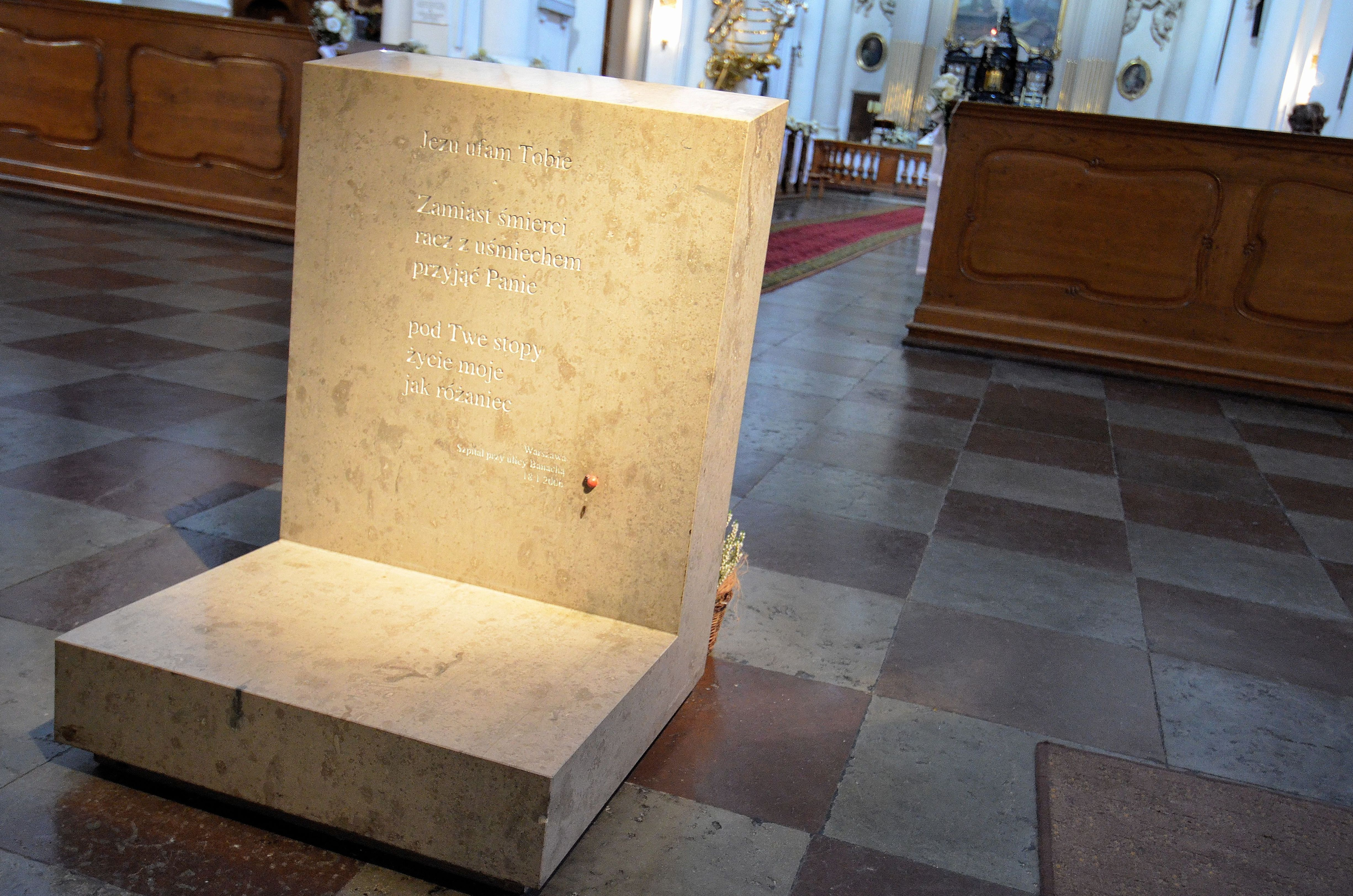
Az emlékére emelt térdeplő

## Művei

### Lengyel nyelven
- Wiersze – Versek (1959)
- O spacerze po cmentarzu wojskowym – Egy séta a katonai temetőben (1968)
- Znaki ufności – A bizalom jelei (1970)
- Zeszyt w kratkę – Kockás füzet (példázatgyűjtemény, 1973)
- Poezje wybrane – Válogatott versek (1979)
- Niebieskie okulary – Kék szemüveg (1980)
- Rachunek dla dorosłego Számla a felnőttnek (1982)
- Który stwarzasz jagody Ki az epreket teremted (válogatott versek, 1984, 1988)
- Na osiołku – Szamárháton (1986)
- Nie przyszedłem pana nawracać – Nem azért jöttem, hogy megtérítselek (1986)
- Patyki i patyczki – Ágak és botok (1988)
- Sumienie ruszyło – Elköltözött lelkiismeret (1989, 1990)
- Tak ludzka – Olyan emberi (1990)
- Stukam do nieba (1990)
- Nie bój się kochać – Ne félj szeretni (1991)
- Niecodziennik – Nem mindennapi napló, visszaemlékezések (1991)
- Nie martw się – Ne aggódj (1992)
- Tyle jeszcze nadziei – Annyi még a remény (1993)
- Krzyżyk na drogę – Jó megszabadulás (1993)
- Elementarz księdza Twardowskiego dla najmłodszego, średniaka i starszego (2000)
- Pogodne spojrzenie – Derűs pillantás (2003)
- Mimo Wszystko – Mindezek ellenére (2003)
- Na chwilę – Ebben a pillanatban
- Święty gapa
- O maluchach
- Do moich uczniów – A tanítványaim
- Obiecanki Cacanki – Jó dolgokat ígér
- Podziękowanie – Köszönöm
- Matka dla wszystkich – Minden édesanya

### Magyarul
- Egy remete skrupulusai. Válogatott versek; nyersford. Tereza Worowska, műford. Sajgó Szabolcs; Manréza, Dobogókő, 2001 ISBN 963-006-068-X
- Az égbolt hajfonatai, Alcím: Warkocze niebios – XX. századi lengyel költők/Poeci polscy XX wieku (Magyarországi Bem József Kulturális Egyesület, 2003) ISBN 963-214-632-8

### Német nyelven
- Ich bitte um Prosa: Langzeilen (Svájc, Einsiedeln, 1974)
- Fröhlich auf dem Weg zu Gott. Geschichten nicht nur für Kinder (Graz, 1980)
- Langweilig ist es in der Kirche nie (Lipcse, 1980)
- Geheimnis des Lächelns (Lipcse, 1981)
- Hoffnung aus Leid, Alcím: Remény a szenvedések között – Kreuzwegmeditationen/Meditációk a kálváriáról[3] (St. Benno-Verlag GMBH, Lipcse, 1984)
- Wenn du betest atmet Gott in dir: religiöse Lyrik mit biblischer Lesehilfe (Svájc, Zollikon, 1996) ISBN 3-85710-038-9